# An Unfinished Film
An Unfinished Film ist ein Spielfilm des Regisseurs Lou Ye aus dem Jahr 2024. Der Film verwebt Fiktion, Dokumentaraufnahmen und Videomaterial aus der COVID-19-Pandemie zu einem komplexen Drama über kreative Prozesse, Homosexualität, gesellschaftliche Umbrüche und staatliche Zensur in China.

## Handlung
Im Sommer 2019 entdeckt ein Filmteam Aufnahmen eines vor zehn Jahren abgebrochenen Filmprojekts auf einem alten Computer. In dem Film geht es um die Liebesgeschichte des jungen Jiang Chen zu einem anderen Mann, wobei Jiang gleichzeitig in einer Beziehung mit einer Frau steht. Regisseur Xiaorui schlägt die Wiederaufnahme des Projektes vor, stößt jedoch zunächst auf Skepsis, da die offene Darstellung von Homosexualität die chinesische Zensur nicht passieren würde.
Im Januar 2020 startet das Filmteam dennoch die Dreharbeiten in einem Hotel nahe Wuhan. Bald erreichen sie Nachrichten über den Ausbruch der COVID-19-Pandemie. Während erste Crew-Mitglieder aufgrund von Infektionsfällen isoliert werden, entscheidet der Regisseur sich widerwillig zum Abbruch des Drehs. Jedoch sitzen bald alle aufgrund einer behördlichen Abriegelung des Hotels in Quarantäne fest. In der Isolation werden Videoclips von Telefonen und Nachrichten aus Wuhan immer zentraler für die Filmcrew. Der Film wird zunehmend fragmentiert, dokumentarisches Material mischt sich mit fiktiven Sequenzen.

## Produktion
Die Dreharbeiten begannen im Jahr 2019 und mussten aufgrund des COVID-19-Ausbruchs abrupt eingestellt werden. Der Film basiert teilweise auf realen Ereignissen: Lou Ye und sein Team fanden tatsächlich unverwendetes Material früherer Filme wie Spring Fever (2009). Aufgrund der Pandemie mussten Drehbuchautorin Ma Yingli und Lou Ye das ursprüngliche Drehbuch grundlegend umarbeiten. Ma studierte Ende der 1980er-Jahre an der Deutschen Film- und Fernsehakademie Berlin und ist langjährige kreative Partnerin und Ehefrau Lou Yes.

## Stilistische Merkmale
An Unfinished Film ist von einem Vexierspiel zwischen Wirklichkeit und Fiktion sowie einer „Mise en abyme“-Struktur geprägt, bei der ein Film-im-Film als zentrales Stilmittel genutzt wird. Dabei nutzt Lou Ye sowohl professionelle Kameraarbeit als auch fragmentierte Telefonaufnahmen, um die Stimmung während der Pandemie authentisch einzufangen und die Grenzen zwischen Dokumentarfilm und Spielfilm verschwimmen zu lassen.

## Hintergrund
Regisseur Lou Ye zählt zur sogenannten sechsten Generation chinesischer Filmemacher, die Ende der 1990er-Jahre international bekannt wurden. Seine Filme behandeln oft gesellschaftlich relevante Themen und geraten regelmäßig mit der chinesischen Zensur in Konflikt. An Unfinished Film reiht sich in diese Tradition ein und spiegelt insbesondere die restriktiven Bedingungen wider, unter denen Kunst und Medien während der Pandemie entstanden.

## Veröffentlichung
Die Premiere von An Unfinished Film fand als Special der offiziellen Auswahl bei den Filmfestspielen von Cannes 2024 statt. Der Film wurde anschließend bei weiteren Filmfestspielen gezeigt, darunter dem International Film Festival Rotterdam und dem Toronto International Film Festival.

## Rezeption
Der Film hat vier Filmpreise gewonnen und wurde für drei weitere nominiert. 
Kritiken lobten den Film als spannendes, elegantes und tragisches Dokument der Pandemiezeit. Hervorgehoben wurde besonders das Wechselspiel aus Kreativität, Gemeinschaft und Isolation durch persönliche und universelle Bilder während der Pandemie.